# Mechelen
För andra betydelser, se Mechelen (olika betydelser).
Mechelen (nederländskt uttal: [ˈmɛxələ(n)] lyssna (fil), franska: Malines, tyska: Mecheln) är en stad och kommun i provinsen Antwerpen i regionen Flandern i Belgien. Kommunen har cirka 86 921 invånare (2020).

## Sport
Mechelens fotbollslag KV Mechelen spelar i den belgiska högstaligan (Jupiler Pro League). Racing Bart Mampaey, ett team i standardvagnsracing är baserat i staden.